# دولیو آریگونی
دولیو آریگونی (به انگلیسی: Duilio Arigoni) (زاده ۶ دسامبر ۱۹۲۸ – درگذشته ۱۰ ژوئن ۲۰۲۰) شیمی‌دان سوئیسی و استاد بازنشسته در مؤسسه فناوری فدرال زوریخ بود. او تحقیقات زیادی در زمینه بیوسنتز بسیاری از ترکیبات طبیعی آلی به انجام رساند.